# 미슐린 칼미레이
미슐린안마리 칼미레이(프랑스어: Micheline Anne-Marie Calmy-Rey)는 스위스의 정치인이다. 과거 외무부장관과 연방평의회 의원을 지냈으며, 2006년과 2010년에는 각각 부통령을, 2007년과 2011년에는 각각 대통령을 지냈다.

## 어린 시절
1945년 7월 8일 시온에서 찰스와 애들린 레이 사이에서 태어났다. 세인트 모리스를 졸업하였고, 1966년 앙드레 칼미와 결혼하여 슬하에 2명의 자녀를 두고 있다.

## 정치인

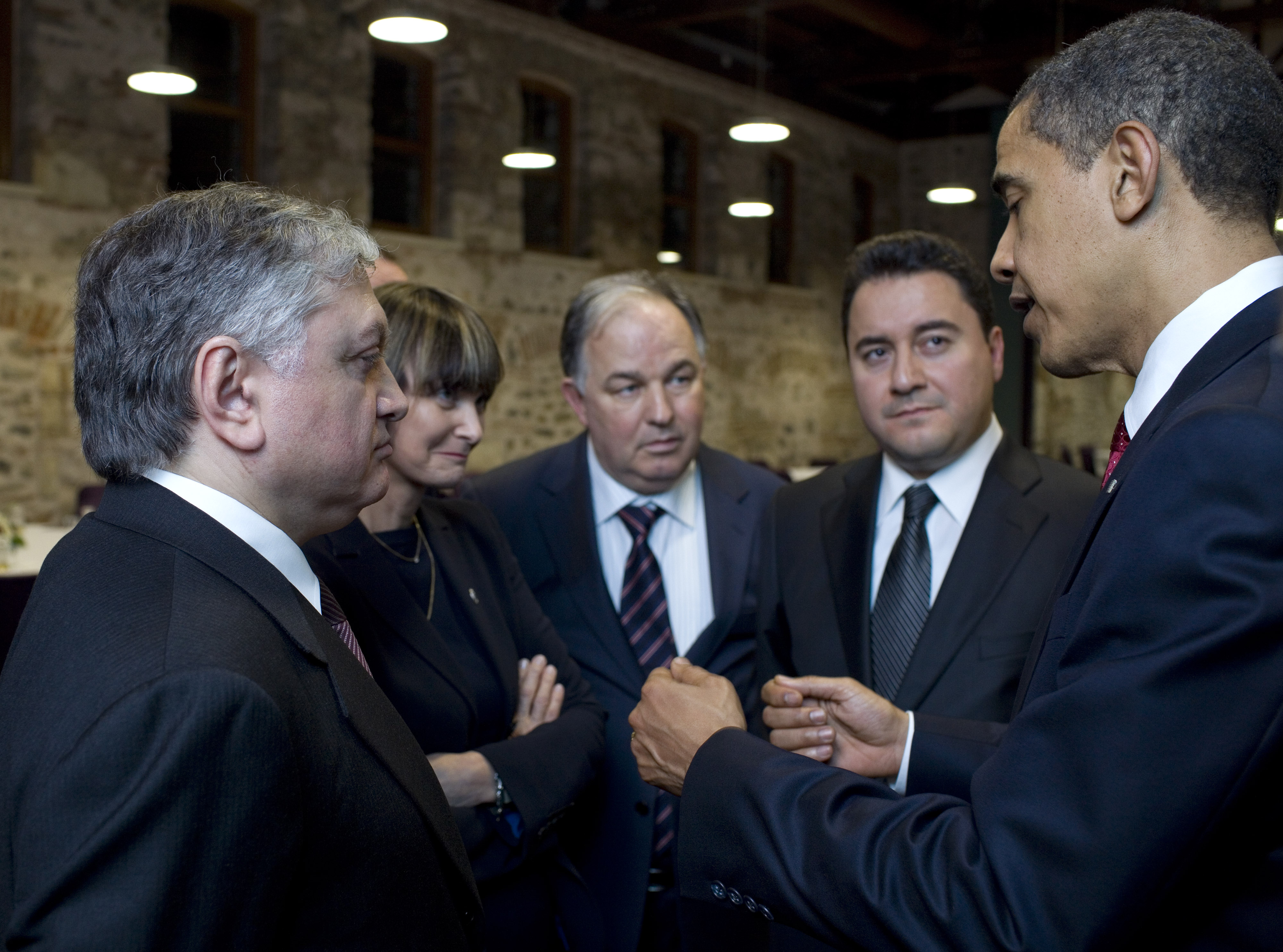
이스탄불에서 버락 오바마 미국 대통령과 함께

2002년 12월 4일 연방평의회 의원으로 당선되었으며, 2003년부터 업무를 수행하기 시작했다. 2006년 부통령으로 취임했으며 이듬해 대통령으로 취임하였다. 이로써 스위스의 두 번째 여성 대통령이 탄생하였다.
2010년 다시 부통령으로 취임하였고 2011년 다시 대통령으로 취임하였다. 임기 만료 이후, 연방평의회 의원을 사임했다.